# Nothochilus coccineus
Nothochilus es un género monotípico de plantas fanerógamas perteneciente a la familia Orobanchaceae. Su única especie: Nothochilus coccineus, es originaria de Brasil. 

## Taxonomía
Nothochilus coccineus fue descrita por Ludwig Adolph Timotheus Radlkofer y publicado en Sitzungsber. Math.-Phys. Cl. Königl. Bayer. Akad. Wiss. München 19: 217 1889.